# Powervolley Milano 2020-2021
Questa voce raccoglie le informazioni riguardanti la Powervolley Milano nelle competizioni ufficiali della stagione 2020-2021.

## Stagione
Nella stagione 2020-21 la Powervolley Milano assume la denominazione sponsorizzata di Allianz Milano.
Partecipa per la settima volta alla Superlega; chiude la regular season di campionato all'ottavo posto in classifica, qualificandosi per i play-off scudetto: arriva fino ai quarti di finale, sconfitta dalla Sir Safety Perugia; accede ai play-off per il 5º posto, venendo battuta in finale dal Modena.
È eliminata dalla Coppa Italia nei quarti di finale a seguito della gara persa contro la Trentino.
Partecipa inoltre alla Challenge Cup: vince per la prima volta la competizione, battendo in finale, con un doppio 3-0, lo Ziraat Bankası.

## Organigramma societario
Area direttiva
- Presidente: Lucio Fusaro
- Vicepresidente: Ivano Fusaro
- Consigliere delegato: Francesco Ioppolo
- Direttore generale: Fabio Carpita
- Segreteria: Federica Bonalume
- Team manager: Romano Bertoldi
- Direttore sportivo: Fabio Lini
- Consulente fiscale: Davide Sbertoli
- Direttore operativo: Martina Di Tomaso
- Consulente progetti speciali: Claudio Galli
- Consulente legale: Giuseppe Marino

Area tecnica
- Allenatore: Roberto Piazza
- Allenatore in seconda: Marco Camperi
- Scout man: Paolo Perrone
- Responsabile settore giovanile: Vanni Benenti

Area comunicazione
- Responsabile comunicazione: Paolo Tardio
- Addetto stampa: Paolo Tardio
- Fotografo: Alessandro Pizzi

Area marketing
- Biglietteria: Alice Rizzetto

Area sanitaria
- Responsabile staff medico: Luigi Sesana
- Medico: Diego Gaddi, Massimiliano Piatti
- Preparatore atletico: Giovanni Rossi
- Assistente preparatore atletico: Gabriele Dedda
- Fisioterapista: Marco Rampazzo, Matteo Zurek

## Rosa
| N° | Nome              | Ruolo | Data di nascita  | Nazionalità sportiva |
| -- | ----------------- | ----- | ---------------- | -------------------- |
| 2  | Matteo Staforini  | L     | 23 maggio 2003   | Italia               |
| 3  | Luka Bašić        | S     | 29 gennaio 1995  | Francia              |
| 4  | Jan Kozamernik    | C     | 24 dicembre 1995 | Slovenia             |
| 5  | Nicola Daldello   | P     | 6 maggio 1983    | Italia               |
| 6  | Riccardo Sbertoli | P     | 23 maggio 1998   | Italia               |
| 7  | Stephen Maar      | S     | 6 dicembre 1994  | Canada               |
| 8  | Luan Weber        | O     | 12 febbraio 1991 | Brasile              |
| 9  | Jean Patry        | O     | 27 dicembre 1996 | Francia              |
| 10 | Matteo Meschiari  | S     | 3 luglio 2002    | Italia               |
| 11 | Matteo Piano      | C     | 24 ottobre 1990  | Italia               |
| 12 | Leandro Mosca     | C     | 5 settembre 2000 | Italia               |
| 14 | Yūki Ishikawa     | S     | 11 dicembre 1995 | Giappone             |
| 17 | Tine Urnaut       | S     | 3 settembre 1988 | Slovenia             |
| 18 | Nicola Pesaresi   | L     | 11 febbraio 1991 | Italia               |

## Mercato
| Acquisti | Acquisti         | Acquisti          | Acquisti   |
| R.       | Nome             | da                | Modalità   |
| -------- | ---------------- | ----------------- | ---------- |
| P        | Nicola Daldello  | Trentino          | definitivo |
| S        | Yūki Ishikawa    | Padova            | definitivo |
| S        | Stephen Maar     | Dinamo Mosca      | definitivo |
| S        | Matteo Meschiari | Diavoli Rosa      | definitivo |
| C        | Leandro Mosca    | Peimar            | definitivo |
| O        | Jean Patry       | Top Volley Latina | definitivo |
| L        | Matteo Staforini | Diavoli Rosa      | definitivo |
| S        | Tine Urnaut      | -                 | definitivo |
| O        | Luan Weber       | Sada              | definitivo |

| Cessioni | Cessioni          | Cessioni        | Cessioni   |
| R.       | Nome              | a               | Modalità   |
| -------- | ----------------- | --------------- | ---------- |
| O        | Nimir Abdel-Aziz  | Trentino        | definitivo |
| C        | Aimone Alletti    | Prisma Taranto  | definitivo |
| S        | Trévor Clévenot   | You Energy      | definitivo |
| S        | Fabrizio Gironi   | Prisma Taranto  | definitivo |
| L        | Nicolò Hoffer     | Prisma Taranto  | definitivo |
| P        | Marco Izzo        | You Energy      | definitivo |
| C        | Aleksandar Okolić | Olympiakos      | definitivo |
| S        | Nemanja Petrić    | Modena          | definitivo |
| O        | Linus Weber       | Friedrichshafen | definitivo |

## Risultati

### Superlega

#### Girone di andata
| 1ª giornata - 27 settembre 2020 Palalido, Milano                | Powervolley Milano | 3 - 0 | Top Volley Latina  | 25-20, 26-24, 25-20               |
| 2ª giornata - 3 ottobre 2020 Palazzetto dello Sport, Monza      | Milano             | 1 - 3 | Powervolley Milano | 22-25, 25-21, 19-25, 20-25        |
| 3ª giornata - 7 ottobre 2020 Palalido, Milano                   | Powervolley Milano | 1 - 3 | Callipo            | 19-25, 25-23, 25-27, 20-25        |
| 4ª giornata - 11 ottobre 2020 PalaPanini, Modena                | Modena             | 1 - 3 | Powervolley Milano | 24-26, 19-25, 25-20, 24-26        |
| 5ª giornata - 14 ottobre 2020 Palalido, Milano                  | Powervolley Milano | 3 - 2 | Porto Robur Costa  | 25-22, 30-32, 24-26, 25-22, 15-12 |
| 6ª giornata - 18 ottobre 2020 Palalido, Milano                  | Powervolley Milano | 3 - 1 | NBV                | 15-25, 25-19, 27-25, 25-22        |
| 7ª giornata - 25 ottobre 2020 PalaCivitanova, Civitanova Marche | Lube               | 3 - 0 | Powervolley Milano | 25-20, 26-24, 25-22               |
| 8ª giornata - 25 novembre 2020 Palalido, Milano                 | Powervolley Milano | 1 - 3 | Sir Safety Perugia | 25-21, 20-25, 21-25, 22-25        |
| 9ª giornata - 7 novembre 2020 PalaSanLazzaro, Padova            | Padova             | 2 - 3 | Powervolley Milano | 16-25, 25-21, 15-25, 25-18, 11-15 |
| 10ª giornata - 6 gennaio 2020 PalaTrento, Trento                | Trentino           | 3 - 0 | Powervolley Milano | 25-18, 25-17, 25-15               |
| 11ª giornata - 21 novembre 2020 Palalido, Milano                | Powervolley Milano | 1 - 3 | You Energy         | 25-23, 16-25, 22-25, 19-25        |

#### Girone di ritorno
| 12ª giornata - 29 novembre 2020 Palazzetto dello Sport, Cisterna di Latina | Top Volley Latina  | 0 - 3 | Powervolley Milano | 21-25, 20-25, 18-25               |
| 13ª giornata - 4 dicembre 2020 Palalido, Milano                            | Powervolley Milano | 2 - 3 | Milano             | 20-25, 24-26, 25-13, 25-22, 11-15 |
| 14ª giornata - 14 gennaio 2020 PalaMaiata, Vibo Valentia                   | Callipo            | 3 - 1 | Powervolley Milano | 25-21, 18-25, 25-22, 25-12        |
| 15ª giornata - 21 gennaio 2020 Palalido, Milano                            | Powervolley Milano | 3 - 2 | Modena             | 20-25, 30-28, 25-18, 21-25, 20-18 |
| 16ª giornata - 10 febbraio 2020 PalaDeAndré, Ravenna                       | Porto Robur Costa  | 1 - 3 | Powervolley Milano | 14-25, 22-25, 25-21, 18-25        |
| 17ª giornata - 3 gennaio 2021 PalaOlimpia, Verona                          | NBV                | 3 - 1 | Powervolley Milano | 21-25, 25-22, 25-22, 25-17        |
| 18ª giornata - 10 gennaio 2021 Palalido, Milano                            | Powervolley Milano | 2 - 3 | Lube               | 21-25, 32-30, 25-23, 22-25, 10-15 |
| 19ª giornata - 17 gennaio 2021 PalaEvangelisti, Perugia                    | Sir Safety Perugia | 3 - 1 | Powervolley Milano | 25-18, 23-25, 25-16, 25-21        |
| 20ª giornata - 24 gennaio 2021 Palalido, Milano                            | Powervolley Milano | 3 - 1 | Padova             | 26-28, 25-22, 25-17, 25-20        |
| 21ª giornata - 3 febbraio 2021 Palalido, Milano                            | Powervolley Milano | 3 - 0 | Trentino           | 25-22, 25-23, 25-22               |
| 22ª giornata - 7 febbraio 2021 PalaBanca, Piacenza                         | You Energy         | 3 - 2 | Powervolley Milano | 25-22, 18-25, 25-15, 18-25, 15-11 |

#### Play-off scudetto
| Turno preliminare (gara 1) - 21 febbraio 2021 Palalido, Milano     | Powervolley Milano | 3 - 1 | NBV                | 25-16, 25-19, 20-25, 32-30        |
| Turno preliminare (gara 2) - 28 febbraio 2021 PalaOlimpia, Verona  | NBV                | 3 - 1 | Powervolley Milano | 20-25, 25-18, 25-20, 25-21        |
| Turno preliminare (gara 3) - 2021 Palalido, Milano                 | Powervolley Milano | 3 - 0 | NBV                | 25-18, 25-23, 25-23               |
| Quarti di finale (gara 1) - 10 marzo 2021 PalaEvangelisti, Perugia | Sir Safety Perugia | 2 - 3 | Powervolley Milano | 25-18, 25-21, 25-27, 31-33, 17-19 |
| Quarti di finale (gara 2) - 14 marzo 2021 Palalido, Milano         | Powervolley Milano | 1 - 3 | Sir Safety Perugia | 25-23, 23-25, 23-25, 20-25        |
| Quarti di finale (gara 3) - 21 marzo 2021 PalaEvangelisti, Perugia | Sir Safety Perugia | 3 - 0 | Powervolley Milano | 25-14, 25-23, 25-22               |

#### Play-off 5º posto
| 1ª giornata - 28 marzo 2020 Palalido, Milano           | Powervolley Milano | 3 - 2 | Padova             | 16-25, 25-20, 22-25, 25-17, 15-9  |
| 2ª giornata - 31 marzo 2020 Palalido, Milano           | Powervolley Milano | 3 - 2 | Top Volley Latina  | 25-22, 25-22, 18-25, 35-37, 15-13 |
| 3ª giornata - 3 aprile 2020 PalaPanini, Modena         | Modena             | 1 - 3 | Powervolley Milano | 22-25, 20-25, 27-25, 24-26        |
| 4ª giornata - 8 aprile 2020 PalaBanca, Piacenza        | You Energy         | 1 - 3 | Powervolley Milano | 17-25, 27-25, 14-25, 15-25        |
| 5ª giornata - 12 aprile 2020 Centro Pavesi, Milano     | Powervolley Milano | 3 - 0 | Porto Robur Costa  | 25-19, 25-23, 25-18               |
| 6ª giornata - 15 aprile 2020 Centro Pavesi, Milano     | Powervolley Milano | 0 - 3 | NBV                | 19-25, 17-25, 11-25               |
| 7ª giornata - 18 aprile 2020 PalaMaiata, Vibo Valentia | Callipo            | 0 - 3 | Powervolley Milano | 28-30, 18-25, 20-25               |
| Semifinali - 22 aprile 2021 Centro Pavesi, Milano      | Powervolley Milano | 3 - 1 | NBV                | 22-25, 25-20, 25-20, 25-20        |
| Finale - 25 aprile 2021 Palalido, Milano               | Powervolley Milano | 1 - 3 | Modena             | 25-16, 20-25, 20-25, 15-25        |

### Coppa Italia

#### Fase a gironi
| 1ª giornata - 13 settembre 2020 Centro Pavesi, Milano     | Powervolley Milano | 3 - 0 | NBV                | 25-21, 25-17, 25-17               |
| 2ª giornata - 20 settembre 2020 PalaMaiata, Vibo Valentia | Callipo            | 1 - 3 | Powervolley Milano | 14-25, 25-20, 15-25, 22-25        |
| 3ª giornata - 23 settembre 2020 Centro Pavesi, Milano     | Powervolley Milano | 2 - 3 | Milano             | 13-25, 28-26, 25-20, 21-25, 16-18 |

#### Fase a eliminazione diretta
| Quarti di finale - 27 gennaio 2021 PalaTrento, Trento | Trentino | 3 - 0 | Powervolley Milano | 25-22, 25-21, 25-21 |

### Challenge Cup
| Sedicesimi di finale (andata) - 3 novembre 2020 -                      | Jēkabpils Lūši     | 0 - 3 | Powervolley Milano | 0-25, 0-25, 0-25                 |
| Sedicesimi di finale (ritorno) - 11 novembre 2020 -                    | Powervolley Milano | 3 - 0 | Jēkabpils Lūši     | 25-0, 25-0, 25-0                 |
| Ottavi di finale - 8 dicembre 2020 Palalido, Milano                    | Kamnik             | 0 - 3 | Powervolley Milano | 19-25, 18-25, 16-25              |
| Quarti di finale - 19 dicembre 2020 Palalido, Milano                   | Dinamo Bucarest    | 0 - 3 | Powervolley Milano | 18-25, 22-25, 19-25              |
| Semifinali (andata) - 24 febbraio 2021 Başkent Voleybol Salonu, Ankara | Halkbank           | 1 - 3 | Powervolley Milano | 25-22, 22-25, 18-25, 13-25       |
| Semifinali (ritorno) - 3 marzo 2021 Palalido, Milano                   | Powervolley Milano | 3 - 0 | Halkbank           | 25-20, 25-22, 25-20              |
| Finale (andata) - 17 marzo 2021 Palalido, Milano                       | Powervolley Milano | 3 - 2 | Ziraat Bankası     | 22-25, 25-19, 18-25, 25-18, 15-9 |
| Finale (ritorno) - 24 marzo 2021 Başkent Voleybol Salonu, Ankara       | Ziraat Bankası     | 2 - 3 | Powervolley Milano | 23-25, 25-23, 25-16, 18-25, 8-15 |

## Statistiche

### Statistiche di squadra
| Competizione  | Punti | In casa | In casa | In casa | In trasferta | In trasferta | In trasferta | Totale | Totale | Totale |
| Competizione  | Punti | G       | V       | P       | G            | V            | P            | G      | V      | P      |
| ------------- | ----- | ------- | ------- | ------- | ------------ | ------------ | ------------ | ------ | ------ | ------ |
| Superlega     | 33/16 | 20      | 12      | 8       | 17           | 9            | 8            | 37     | 21     | 16     |
| Coppa Italia  | 7     | 2       | 1       | 1       | 2            | 1            | 1            | 4      | 2      | 2      |
| Challenge Cup | -     | 2       | 2       | 0       | 2            | 2            | 0            | 6      | 6      | 0      |
| Totale        | -     | 24      | 15      | 9       | 21           | 12           | 9            | 47     | 29     | 18     |

G = partite giocate; V = partite vinte; P = partite perse

### Statistiche dei giocatori
| Giocatore     | Superlega | Superlega | Superlega | Superlega | Superlega | Coppa Italia | Coppa Italia | Coppa Italia | Coppa Italia | Coppa Italia | Challenge Cup | Challenge Cup | Challenge Cup | Challenge Cup | Challenge Cup | Totale | Totale | Totale | Totale | Totale |
| Giocatore     | P         | PT        | AV        | MV        | BV        | P            | PT           | AV           | MV           | BV           | P             | PT            | AV            | MV            | BV            | P      | PT     | AV     | MV     | BV     |
| ------------- | --------- | --------- | --------- | --------- | --------- | ------------ | ------------ | ------------ | ------------ | ------------ | ------------- | ------------- | ------------- | ------------- | ------------- | ------ | ------ | ------ | ------ | ------ |
| L. Bašić      | 32        | 134       | 125       | 5         | 4         | 3            | 13           | 10           | 0            | 3            | 4             | 23            | 21            | 1             | 1             | 39     | 170    | 156    | 6      | 8      |
| N. Daldello   | 35        | 5         | 1         | 2         | 2         | 2            | 1            | 1            | 0            | 0            | 6             | 0             | 0             | 0             | 0             | 43     | 6      | 2      | 2      | 2      |
| Y. Ishikawa   | 34        | 434       | 372       | 35        | 27        | 3            | 36           | 31           | 4            | 1            | 4             | 44            | 41            | 2             | 1             | 41     | 514    | 444    | 41     | 29     |
| J. Kozamernik | 37        | 296       | 195       | 77        | 24        | 4            | 29           | 19           | 5            | 5            | 6             | 55            | 35            | 10            | 10            | 47     | 380    | 249    | 92     | 39     |
| S. Maar       | 32        | 336       | 285       | 33        | 18        | 5            | 45           | 40           | 3            | 2            | 5             | 62            | 50            | 7             | 5             | 42     | 443    | 375    | 43     | 25     |
| M. Meschiari  | 2         | 0         | 0         | 0         | 0         | 1            | 2            | 2            | 0            | 0            | 0             | 0             | 0             | 0             | 0             | 3      | 2      | 2      | 0      | 0      |
| L. Mosca      | 24        | 52        | 39        | 12        | 1         | 2            | 16           | 12           | 4            | 0            | 3             | 8             | 7             | 1             | 0             | 29     | 76     | 58     | 17     | 1      |
| J. Patry      | 31        | 419       | 347       | 43        | 29        | 4            | 42           | 36           | 2            | 4            | 4             | 62            | 49            | 9             | 4             | 39     | 523    | 432    | 54     | 37     |
| N. Pesaresi   | 37        | 0         | 0         | 0         | 0         | 2            | 0            | 0            | 0            | 0            | 6             | 0             | 0             | 0             | 0             | 45     | 0      | 0      | 0      | 0      |
| M. Piano      | 35        | 256       | 172       | 75        | 9         | 2            | 20           | 10           | 10           | 0            | 6             | 44            | 31            | 12            | 1             | 43     | 320    | 213    | 97     | 10     |
| R. Sbertoli   | 36        | 84        | 26        | 30        | 28        | 4            | 8            | 2            | 3            | 3            | 6             | 11            | 1             | 3             | 7             | 46     | 103    | 29     | 36     | 38     |
| M. Staforini  | 6         | 0         | 0         | 0         | 0         | 2            | 0            | 0            | 0            | 0            | 1             | 0             | 0             | 0             | 0             | 9      | 0      | 0      | 0      | 0      |
| T. Urnaut     | 25        | 280       | 249       | 17        | 14        | 1            | 2            | 2            | 0            | 0            | 6             | 62            | 56            | 3             | 3             | 32     | 344    | 307    | 20     | 17     |
| L. Weber      | 29        | 51        | 45        | 4         | 2         | 2            | 16           | 15           | 0            | 1            | 4             | 12            | 9             | 3             | 0             | 35     | 79     | 69     | 7      | 3      |

P = presenze; PT = punti totali; AV = attacchi vincenti; MV = muri vincenti; BV = battute vincenti